# Grice
De grice, ook wel het Shetlandzwijn genoemd, is een uitgestorven soort varken dat enkel in de Schotse Hooglanden en Ierland voorkwam. Het dier leefde op zijn minst nog tot in de late 19de eeuw op de Shetlandeilanden, waar het doelbewust werd uitgeroeid.

## Geschiedenis en uiterlijk
De naam grice is rechtstreeks verwant met het Noorse woord gris, dat simpelweg ‘varken’ betekent; op de Shetlands werd namelijk nog tot in de 18de eeuw de Noord-Germaanse taal Norn gesproken. Er bestaan geen foto’s van de grice, enkel geschreven verslagen en een tekening. Het dier leek op een wild zwijn met een dikke vacht, maar had twee slagtanden die kleiner dan die van de ever waren. Op de rug bezat de grice een strook lange, borstelige haren. Het zwijn bezat de afmetingen van een grote hond en was donkerbruin van kleur. De grice kwam vele eeuwen lang op de noordelijke Britse eilanden voor.

## Gedrag
De grice was goed bestand tegen het barre klimaat waarin hij leefde. Hij voedde zich onder andere met wilde bessen en groef met zijn tanden knollen en wortelen uit de grond. Het dier schijnt tamelijk agressief te zijn geweest, want het viel geregeld lammeren aan. Dit was ook de reden waarom in de 19de eeuw campagnes tegen de grice werden gevoerd: landeigenaren drongen er bij de boeren op aan, minder varkens te houden, waarbij de voorkeur naar tammere soorten uitging. Ook legde de overheid boetes op voor het houden van meer dan de toegelaten hoeveelheid grices. Desalniettemin was de grice gedeeltelijk gedomesticeerd; in de warmere maanden vertoefde het dier in de heuvels, om tijdens de winter in huis te worden genomen en vetgemest. De Shetlanders aten de ham van de grice en gebruikten zijn lange, stugge haren als naaigaren.
In 2006 werd in het Shetland Museum te Lerwick een replica van een grice onthuld; daar niemand ooit een levend exemplaar had gezien, was hieraan een uitgebreid onderzoek voorafgegaan. Een taxidermist gebruikte een wild zwijn en paste het aan de beschikbare beschrijvingen van het dier aan.